# Toussaint de Francheville
Pour les articles homonymes, voir Francheville.
Toussaint-Guillaume de Francheville du Pelinec, né le 22 décembre 1736 à Bourg-Paul Muzillac et mort le 22 mai 1796 près de Marzan, est un chef chouan dans la presqu'île de Rhuys et le pays de Guérande pendant la Révolution française.

## Biographie
Toussaint de Francheville est fils de Toussaint de Francheville, seigneur du Pelinec, de Kervéso, capitaine des chevaux légers et lieutenant des maréchaux de France, et d'Yvonne de Kermasson, dame de Bourgerel. Il est le petit-neveu de Mgr Daniel de Francheville.
Officier de la marine royale, sous l'Ancien Régime, il émigre à la Révolution.
Puis il s'engage dans la chouannerie dans la région de la presqu'île de Rhuys aux côtés du chevalier de Silz, prenant Rochefort-en-Terre le 14 mars 1793. Il se cacha au village du Net en Arzon puis à Pénestin. 
À la tête d'une division de l'Armée catholique et royale de Bretagne, il est tué par les Bleus dans une embuscade près de Marzan le 22 mai 1796. Il fut inhumé dans la chapelle Saint-Michel en Marzan. 
Marié avec Marie Gabrielle de Trevelec, dame de Saffré, il eut un fils, Gabriel de Francheville,, qui fut lui aussi chouan, et une fille, épouse de Louis-Marie de Couëssin du Quenet, maire de Guérande.